# Hans-Peter Trojek
Hans-Peter Trojek (* 28. Januar 1968 in Donauwörth) ist ein deutscher Journalist und Politik- und Kommunikationsberater. Bis 30. Juni 2024 leitete er das Büro Hannover der Konzern Außenbeziehungen der Volkswagen AG (Abteilung für Lobbyismus).

## Leben
In Donauwörth absolvierte er das dortige Gymnasium.
Ab dem 1. Januar 2019 arbeitete er für die Konzern Außenbeziehungen der Volkswagen AG und war zuständig für die Landespolitik Niedersachsen und die Marke Volkswagen PKW. Zuvor leitete er ab dem 1. Oktober 2012 die Konzernkommunikation für elektronische Medien der Volkswagen AG, ab dem 1. März 2016 die Abteilung „Digitalisierung und Elektronische Medien“ der Marke Volkswagen PKW. Von 2010 bis 2012 leitete er das Landesstudio Niedersachsen des Zweiten Deutschen Fernsehens (ZDF) in Hannover. Zuvor arbeitete er als Reporter für das heute journal des ZDF. Von März bis Oktober 2009 war er Korrespondent im ZDF-Studio Peking. Von September 2004 bis August 2007 war er Leiter des ZDF-Studios in Johannesburg und zuständig für das südliche Afrika. Zuvor war er drei Jahre als Reporter weltweit für das ZDF im Einsatz. Insgesamt berichtete Trojek aus mehr als 35 Ländern. Zwischen 1996 und 1999 war er unter anderem Redakteur und Reporter der ZDF-Sendungen heute-journal, abendmagazin, hallo deutschland, heute nacht und Leute heute. 
Hans-Peter Trojek hat von 1987 bis 1989 bei der Zeitung Augsburger Allgemeine volontiert und dort bis Oktober 1991 als Redakteur gearbeitet, vor allem in der Nachrichtenredaktion. Von 1991 bis 1995 hat er an der Université Libre de Bruxelles (Belgien) Politikwissenschaften und internationale Beziehungen mit dem Schwerpunkt Europa-Politik studiert. Studiumsbegleitend arbeitete er als freier Journalist für das ZDF-Studio Brüssel. 1999 war Trojek als Stipendiat der Rias-Berlin-Kommission für mehrere Wochen in den USA (Duke University, Washington D.C., New York).  
Für die TV-Dokumentation „Stark! Khombisile - Tanzen und Fliegen vor Freude“ erhielt er 2007 zwei Journalisten-Preise. Der Film war auch für den Unicef-Sonderpreis des „International Emmy Award 2006“ in New York nominiert. 
Von Dezember 2006 bis März 2009 war Trojek mit der ZDF-Moderatorin Yvonne Ransbach verheiratet.

## Weblink
- Hans-Peter Trojek bei presseportal.de

| Personendaten    | Personendaten        |
| ---------------- | -------------------- |
| NAME             | Trojek, Hans-Peter   |
| KURZBESCHREIBUNG | deutscher Journalist |
| GEBURTSDATUM     | 28. Januar 1968      |
| GEBURTSORT       | Donauwörth           |